# Vanessa Amorosi
Vanessa Amorosi (Melbourne, Australia, 8 de agosto de 1981) es una compositora y cantante australiana de pop y rock.
Ella ha vendido más 2 millones de copias en todo el mundo.

## Biografía
Vanessa Amorosi fue criada en un hogar católico de ascendencia italiana. Apoyada por sus padres, ambos cantantes profesionales, Amorosi comenzó con 4 años con la música jazz y el ballet. Con 12 años ya contaba con algunas actuaciones en centros comerciales y restaurantes. En un restaurante ruso le llamó la atención a Jack Strom al oírle cantar. Junto con su socio, Mark Holden contrataron a Amorosi (MarJac Productions). En julio de 1999 Amorosi publicó en Australia su primer sencillo Have A Look, que en pocas semanas alcanzó un disco de oro. Al final del año salió al mercado su segundo sencillo Absolutely Everybody, también perteneciente al exitoso álbum The Power. Esta canción se convirtió en una de las más exitosas de un artista australiano. Con la publicación en 2000 de su álbum debut alcanzó en solo 3 semanas el disco de platino (consiguiendo un total de 4) y unas ventas de 70.000 ejemplares.
También su tercer sencillo, Shine alcanzó en poco tiempo un disco de oro y de platino, consiguió varios galardones, así como una invitación para participar en las ceremonias de apertura y cierre de los Juegos Olímpicos de 2000 en Sídney. En septiembre de 2000 lanzó su primer sencillo en Europa, Absolutely Everybody, alcanzando en muchos países un puesto entre los 10 primeros. Su álbum The Power y recibió el premio Comet" de la cadena musical alemana VIVA como mejor artista nuevo. También sus giras en Europa y el sudeste asiático fueron exitosas.
En 2001 lanzó en su país el segundo álbum Turn To Me con una acogida tan buena como el primero. En Europa lanzó un álbum alternativo: Change. Con lo sencillos One Thing Leads To Another y True To Yourself tuvo éxito pero en menor medida que los anteriores sencillos. Por su compromiso con los niños minusválidos, recibió en 2003 una nominación al galardón Australian-Of-The-Year (Australiano del Año). Un año más tarde consiguió su primer papel en la televisión como miembro de un jurado en un casting de música australiano.
El 8 de septiembre se publicó su sencillo "Kiss Your Mama!" en Australia y también Australia apareció el 24 de mayo de 2008 su cuarto álbum Somewhere In The Real World. El 4 de mayo de 2009 se estrenó el sencillo "The Letter", un dueto con la banda estadounidense Hoobastank.

## Discografía
Álbumes
- 2000: The Power - #7
- 2001: Turn To Me (Australia - #21)
- 2002: Change - #64
- 2006: The Best Of Vanessa Amorosi (Australia)
- 2008: Somewhere In The Real World[1] (Australia - #4)
- 2009: Hazardous[2] (Australia - #7)
- 2019: Back to love.
- 2020: The Blacklisted Collection.

Sencillos
- 1998: "Get Here" (Promotion-CD Australia)
- 1999: "Absolutely Everybody" - #5
- 2000: "The Power" / "Every Time I Close My Eyes" (Australia - #8)
- 2001: "Shine" - #38
- 2001: "Champagne, Champagne (Absolument Fabuleux)" (Francia)
- 2001: "Have A Look" - #73
- 2001: "Turn To Me" (Australia - #80)
- 2002: "Every Time I Close My Eyes" - #23
- 2002: "One Thing Leads 2 Another" - #67
- 2002: "Spin (Everybody's Doin' It)" (Australia - #34)
- 2003: "True To Yourself" - #99
- 2007: "Kiss Your Mama!" (Australia - #15)
- 2008: "Perfect"[3] (Australia - #4)
- 2008: "The Simple Things (Something Emotional)"[4] (Australia - #36)
- 2009: "The Letter" - Hoobastank con la participación de Vanessa Amorosi[5]  (Australia - #39)
- 2009: "This Is Who I Am"[6] (Australia - #1)
- 2009: "Hazardous"[7] (Australia - #29)
- 2010: "Mr. Mysterious"[8] (Australia)